# Michael Young (scrittore)
Michael Young, soprannominato Baron Young of Dartington (Manchester, 9 agosto 1915 – Londra, 14 gennaio 2002) è stato un sociologo, attivista e politico britannico.

## Biografia
Durante la sua vita ha fondato o ha contribuito a fondare un certo numero di organizzazioni sociali, come la Consumers' Association e la sua rivista Which?, la Open University (OU) e il suo studio pilota National Extension College, il Consumer Council, l'Open College of the Arts (OCA) e la compagnia telefonica Language Line.
Suo padre era un violinista e critico musicale australiano, la madre un'attrice e pittrice bohèmienne. Cresciuto a Melbourne, a otto anni tornò nel Regno Unito, poco prima che i genitori si separassero. Frequentò diverse scuole, finché entrò negli anni venti alla Dartington  Hall, una nuova scuola progressista aperta nel Devon dai coniugi filantropi Leonard e Dorothy Elmhirst. Di questa scuola divenne in seguito amministratore, vice presidente e storico. Studiò economia alla London School of Economics and Political Science, membro federato dell’Università di Londra.

### Vita pubblica
Contribuì a formare il governo del partito laburista, scrivendo il manifesto del 1945 essendo Direttore della Ricerca del partito. Lasciò l'incarico nel 1950 e iniziò il dottorato alla London School of Economics nel 1952.  Fondò l'Istituto di Studi Comunitari, che era il suo veicolo principale per esplorare le sue idee di riforma sociale. La sua premessa di base fu quella di dare alle persone una maggiore voce nella conduzione della loro vita e delle istituzioni.
È famoso per il suo scritto distopico e satirico The Rise of the Meritocracy (1958), ovvero L'avvento della meritocrazia, in cui compare per la prima volta - già nel titolo oltre che nel testo - il neologismo meritocracy (meritocrazia) coniato da lui stesso, con il quale voleva sottolineare il rischio di una rigida applicazione del principio meritocratico che avrebbe portato a una diseguaglianza sociale ancora più marcata. 
Nel corso della sua vita, in particolare nella sua ultima fase, era preoccupato per le persone anziane e si impegnò perché la società prendesse coscienza di loro. Contribuì a fondare l'Università della Terza Età e Linkage, raccogliendo gli anziani senza nipoti con i giovani senza nonni. Per il suo lavoro, gli fu offerto nel 1978 di diventare pari a vita; Young, nonostante fosse un egualitario, accettò, perché tale rango avrebbe risolto i suoi problemi di denaro, permettendogli - oltre che di ottenere un'indennità di partecipazione - anche di viaggiare gratis sul treno da Londra alla sua casa di campagna e viceversa. Scelse per sé il titolo di “barone Young di Dartington”, con riferimento a Dartington Hall, nella contea del Devon, e in particolare alla scuola dei coniugi Elmhirst cui doveva la propria carriera e autostima.

### Vita privata
Young si sposò tre volte. Nel 1945 sposò Giovanna Lawton, dalla quale ha avuto due figli e una figlia. Dopo il divorzio, nel 1960 si risposò con Sasha Moorsom, romanziera, scultrice e pittrice, con cui ebbe una figlia (nata prima del matrimonio) e un figlio, il giornalista e scrittore Toby Young. Insieme lavorarono a molti progetti, tra cui alcuni nelle township del Sudafrica. Dopo la morte di Sasha, nel 1993, convolò a terze nozze nel 1995 con Dorit Uhlemann, da cui ebbe una figlia.

## Opere in italiano
- L'avvento della meritocrazia, 1958; trad. it. di Cesare Mannucci, Edizioni di Comunità, Roma, 1962. ISBN 978-88-98220-17-5